# Quarrata
Quarrata è un comune italiano di 26 893 abitanti della provincia di Pistoia in Toscana. Ha il soprannome di città del mobile per la presenza di una rete di piccole e medie imprese che producono e commercializzano mobili, specialmente imbottiti.

## Geografia fisica
La città di Quarrata si trova fra Prato e Pistoia, alle pendici del Montalbano e la superficie comunale si estende per circa 46 km². L'altitudine della zona del capoluogo è di 48 metri sul livello del mare, mentre la massima è di 551 metri, registrati al Sasso Regino.
- Classificazione sismica: zona 3S (sismicità medio-bassa), Ordinanza PCM 3274 del 20/03/2003
- Classificazione climatica: zona D, 1691 GG
- Diffusività atmosferica: bassa, Ibimet CNR 2002

## Origini del nome
Due studiosi di Pistoia hanno ipotizzato che Quarrata prenda il nome da un Quadrata di età romana ad indicare un insediamento coloniale o una mansio, ossia posto di sosta lungo una strada romana, basandosi anche su una presunta bonifica del terreno e successiva centuriazione del territorio, ma si tratta di un'ipotesi da dimostrare.
Il Rauty lascia intendere che il nome Quarrata derivi da un insediamento a pianta quadrata dovuto alla centuriazione del territorio, successiva ad una presunta bonifica del territorio.
Dai documenti geologici, toponomastici, medievali e moderni fino a tutta la metà del 1800 si apprende che la pianura non era piatta come oggi, ma composta da avvallamenti allagati (come dimostrano i toponimi, Padule, Malpasso, Palude e Lame), cioè acquitrini e quindi così impraticabile che nel XIII secolo spinse i Pistoiesi ad intraprendere una prima bonifica, descritta in una pubblicazione dall'ing. Rauty, deviando i torrenti Brana, Bure e Stella, che sfociavano nell'Ombrone quasi tutti nello stesso punto allagando, ad ogni piena, la pianura. Dal canto suo nel 1600 il Dondori nel suo libro Della Pietà di Pistoia scrive testualmente che la pianura era sempre inondata ad ogni piena e le acque non potevano defluire a causa di un dosso che si trovava nei pressi di Poggio a Caiano, e per questo motivo i Pistoiesi erano costretti a coltivare il poco grano in collina.
Quindi cade l'affermazione del Rauty di una centuriazione del territorio dopo una bonifica fatta dai Romani.
Altro fatto che lo smentisce è la mancanza quasi assoluta di toponomastica fondiaria romana (cioè nome di località che hanno il suffisso in -ano/-ana) che si trova abbondante sulla dorsale sud dell'Appennino e nord del Montalbano, come  Iano (Arianus), Sarturnana (Saturnus), Mumigliana (Momilius), Tobbiana (Tobius) Arcigliano (Arcilius)  e sulla dorsale nord del Montalbano: Buriano (Bovius), Lucciana (Lucius),  Vinacciano (Vinicius) ecc.
Abbiamo è vero tre toponimi di origine fondiaria nella pianura e sono Chiazzano, Badia a Pacciana, e Masiano, ma la pianura, come detto aveva avvallamenti e dossi e questi tre insediamenti agrari erano su dossi in mezzo alla pianura tant'è vero che nella località che aveva il nome Pacciana, proprietà di un Pacius, è sorta nel Medio Evo una badia e le badie venivano fondate in prossimità di territori da bonificare, come, a Pistoia, la badia di San Michele in Pelago di Forcole, dove c'è un acquitrino in vicinanza di un bivio, e la badia di S. Bartolomeo in Pantano.
Le mappe precedenti al 1980 non segnalano nessuna traccia di centurie quadrate come si vede per esempio a Firenze, Lucca, Modena, Bologna ecc.
Inoltre le città a pianta quadrata erano colonie fondate dai Romani e né Pistoia, né Quarrata sono iscritte nel liber coloniarum del I sec. d.C. Quindi l'assegnazione dei poderi a coloni romani nel Pistoiese avvenne ad viritim, cioè per singola assegnazione perché il territorio era un territorio arcifinum qui nulla mensura continetur, cioè un territorio fuori del confini centuriati che non era racchiuso in alcuna misurazione.
Riguardo all'origine del nome la Gai, storica dell'arte, ritiene che Quarrata derivi dalla pianta ortogonale (quadrata) di una mansio romana portando a riprova la via di Montalbano che va dritta da Quarrata ad Agliana passando dagli Olmi affermando che sia il cardo (strada che per i romani andava da sud a nord) della via romana che partiva dalla presunta mansio romana quadrata.
Ma quella strada venne costruita ex novo, come risulta dai documenti dell'Ufficio tecnico del comune di Quarrata, nel 1934 e prima, come si vede dalle mappe precedenti a quella data, non esisteva nessun tracciato viario in quella direzione. Non c'è quindi evidenza di una presenza romana.
In questo caso, proprio nel vernacolo pistoiese, che però è tipico di tutte le lingue, si ha un fenomeno che si chiama ipercorrettismo. Parlando una volta con la gente della periferia di Pistoia si sentiva dire cattro e cattrini invece di "quattro" e "quattrini". Analogamente a Lucca si sente dire Mighele e oga invece di "Michele" e "oca".
Il popolino, modifica sì la fonetica delle parole, ma inconsciamente sente di sbagliare e quindi, quando si trova di fronte a parole che, in questo caso, interessano il suono velare sordo K o sonoro G di altre parole tende a correggerle inserendo l'uvulare qu- nella parola Carrata che diventa "Quarrata" o K nella lucchesia che sostituisce la velare sorda K alla velare sonora G in grano che diventa Crano.
Quindi il nome antico di Quarrata era Carrata e C- diventa QU- a correggere Cattrini per Quattrini.
Questo fenomeno nel Pistoiese è molto diffuso e lo troviamo anche in altro toponimo sopra le Grazie di Saturnana, che fino al 1960 era detto e scritto Caroggio ed ora Quaroggio ed il torrentello agli Olmi che fino al 1970 era detto Fosso Catrelli  ed ora Fosso Quadrelli. 
La riprova del passaggio da Carrata a Quadrata sta nella radice della parola Carrata cioè Car che significa "sasso" come Carrara, Carasco ed anche Caroggio. E a Quarrata fino a poco tempo fa c'erano cave di pietra arenaria.
Questi sono documenti inequivocabili che smentiscono i due autori.
Nella sua descrizione del territorio del comune di Quarrata, Rauty assegna il toponimo Galigana, località posta nelle vicinanze di Quarrata ricordata in un documento del 1172 , ad una voce longobarda wargang che significa "straniero" e, per estensione, la riferisce a insediamenti o presidi di truppe federate; quindi secondo lui Galigana deriverebbe da wargang attraverso la forma italianizzata gariganda.
Ecco, perciò, create le condizioni documentarie per affermare che a Vignole esistevano nuclei abitati da Longobardi.
In realtà Galigana altro non è che l'esito italiano della parola latina Caligaria,  col significato di "luogo abitato da calzolai o di proprietà di calzolai" intesi come corporazione. Nei documenti medievali fino alla prima metà del 1500 il calzolaio era ancora chiamato, come in età romana , caligario dal latino caligarius ossia colui che fabbrica le calighe (scarpe indossate dai legionari) ed in Pistoia esistono numerose famiglie che portano il cognome Galigani o Galligani, ed altrove Caligaris che indicano la discendenza della famiglia dal mestiere del capostipite.
Nel passare dal latino all'italiano la lingua ha subito mutazioni fonetiche notevoli al punto che a volte ha  reso le parole quasi irriconoscibili dalla loro matrice latina, altre volte con mutazioni semplici, come nel caso di questa parola. Qui si è avuta una parziale lenizione dell’occlusiva velare sorda (k-) in occlusiva velare sonora (g-), fenomeno caratteristico dell’area settentrionale che si è diffuso verso sud tramite l'asse commerciale rappresentato dalla via Francigena, ed uno scambio liquida-vibrante/palato- nasale (-R- > -N-) fenomeno normale nel parlare familiare, quello cioè che ha determinato la trasformazione della lingua latina in lingua italiana. Quindi da Caligaria si è passati prima a Galigaria e poi a Galigana.
Allo stesso modo la Gai interpreta il toponimo Podere Columella, che si trova fra Tizzana e Buriano, come podere di proprietà dell'agronomo romano Lucio Junio Moderato Columella che era spagnolo e abitava nell'allora Spagna Betica, oggi Andalusia, e che certo si è ben guardato da venire proprio a Pistoia a costruire. Columella è invece il diminutivo di colonna e che era così nominato il cippo funebre a forma di busto umano che si poneva sulla tomba a cremazione.

## Storia
In epoca etrusca Quarrata non risulta essere abitata. La zona pianeggiante dove oggi sorge la cittadina si trovava quasi sicuramente in uno stato paludoso. Con tutta probabilità gli Etruschi preferirono insediarsi nelle zone collinari circostanti ed utilizzare la pianura solamente come via di transito e comunicazione. Furono i Romani che attraverso la centuriazione della zona bonificarono il terreno. Lo stesso toponimo Quarrata è probabilmente di origine romana e potrebbe derivare dall'aggettivo latino quadrata: infatti attraverso la centuriazione il terreno veniva squadrato, diviso in porzioni.
A partire dal Medioevo e fino al 1959 il comune ebbe il nome di Tizzana, importante castello situato alle pendici del Montalbano e sottoposto a Pistoia: segnava infatti il confine del contado pistoiese con quello di Firenzee dalla sua posizione si poteva controllare tutta la pianura. Per tutto il XIII secolo le due città si contesero il possesso del territorio fin quando, dopo l'assedio di Pistoia, terminato nel 1306, esso passò, assieme a tutti gli altri territori della città sconfitta, ai fiorentini. Non volendo questi mantenere in attività dei pericolosi fortilizi nel pistoiese, Tizzana perse ogni importanza militare e del castello oggi non restano che poche tracce.
Tra la fine del XIX e l'inizio del XX secolo la sede del comune fu spostata in pianura, inizialmente nella frazione di Vignole e poi a Quarrata, dove in periodo fascista fu costruito un edificio dalle forme neo-rinascimentali, oggi sostituito da una moderna costruzione. Nel 1959, con un Decreto del Presidente della Repubblica, il nome del comune fu ufficialmente mutato in quello attuale di Quarrata: erano gli anni in cui cominciava a fiorire il commercio di mobili che mutò profondamente l'aspetto rurale del territorio quarratino. Ancora oggi questa industria, pur attraversando un momento di crisi, è uno dei pilastri dell'economia della zona.

### Simboli
(Descrizione araldica dello stemma)
(Descrizione araldica del gonfalone)
(Descrizione araldica della bandiera)
Nella fascia è ripreso il tradizionale scaccato dello stemma di Pistoia.
Lo stemma e il gonfalone di Quarrata sono stati concessi con l'apposito decreto del Capo del Governo datato al 26 ottobre 1928; la bandiera con il decreto del Presidente della Repubblica datato al 1º agosto 2019.

### Onorificenze
Con decreto del presidente della Repubblica del 3 luglio 1969 a Quarrata viene riconosciuto il titolo di Città che cambia così la denominazione da Comune di Quarrata a Città di Quarrata.

## Monumenti e luoghi d'interesse

### Architetture religiose

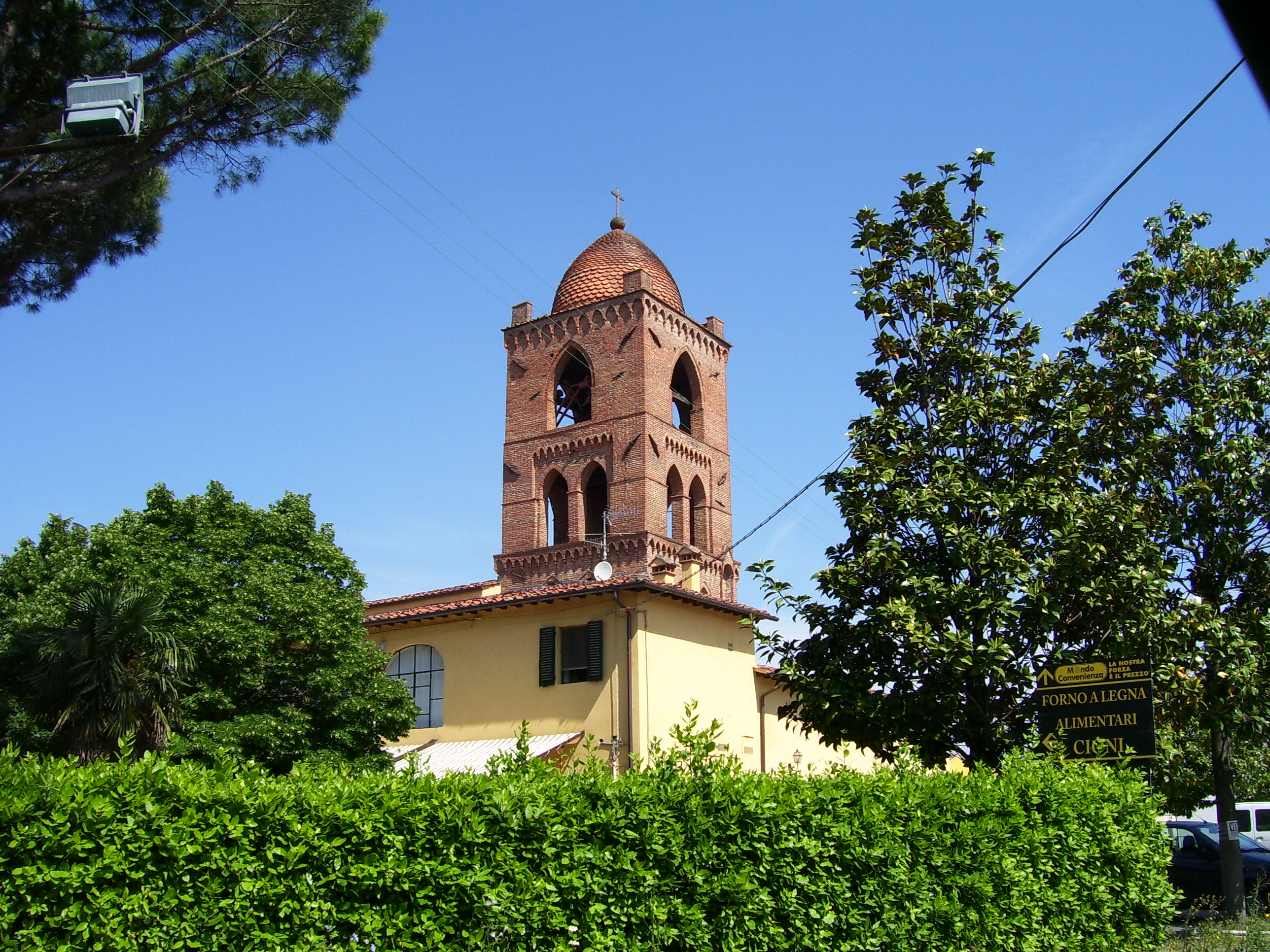
Il campanile di San Michele Arcangelo a Vignole

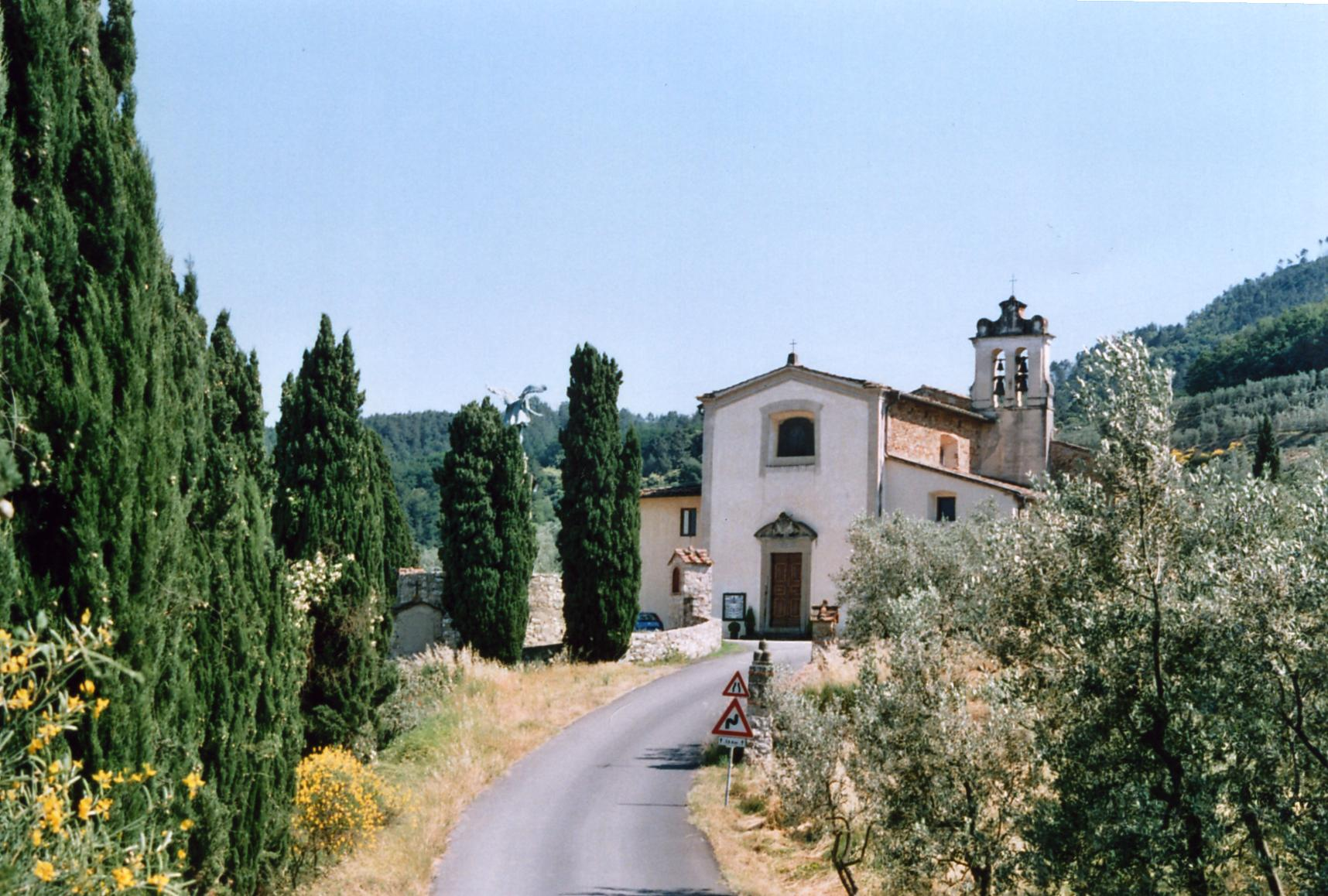
La Chiesa di Buriano

- Propositura di Santa Maria Assunta a Quarrata;
- Pieve di San Bartolomeo a Tizzana;
- Chiesa di San Biagio a Casini (pericolante);
- Chiesa del Sacro Cuore a Casini;
- Chiesa di Santi Filippo e Giacomo a Ferruccia;
- Chiesa di San Germano a Santonovo;
- Chiesa di San Giovanni Evangelista a Montemagno;
- Chiesa di San Giuseppe Artigiano a Quarrata;
- Chiesa di San Lorenzo a Quarrata;
- Chiesa di Santa Maria Assunta a Colle;
- Chiesa di Santa Maria Immacolata a Barba;
- Chiesa di Santa Maria Immacolata a Catena;
- Chiesa di Santi Maria e Clemente a Valenzatico;
- Oratorio di San Martino a Montorio;
- Chiesa di San Michele Arcangelo a Buriano;
- Chiesa di San Michele Arcangelo a Vignole;
- Oratorio di San Michele a Tizzana;
- Chiesa dei Santi Simone e Giuda Taddeo a Santallemura;
- Chiesa di Santo Stefano di Campiglio;
- Chiesa di Santo Stefano di Lucciano;

### Architetture civili
- Villa La Magia è uno dei maggiori monumenti presenti nel territorio del comune, antico castello fu fondato, secondo la tradizione, da Vinciguerra Panciatichi intorno all'anno 1320. In seguito alla decadenza della famiglia Panciatichi, il fortilizio fu acquistato il 26 novembre 1583 dal granduca Francesco I de' Medici e trasformato in una villa che servisse da appoggio alle battute di caccia effettuate nel Barco reale, entrando così a far parte del sistema delle ville medicee. Nel corso dei secoli la villa cambiò più volte proprietario fin quando, nel 1999, l'ultima erede, la contessa Marcella Amati Cellesi, cedette la villa al comune, dal 2013 la villa è entrata a far parte del patrimonio dell'umanità sancito dell'UNESCO, insieme ad altre ville medicee.
- Il Teatro Nazionale, nato negli anni venti e riaperto nel 1997 (la struttura odierna risale agli anni cinquanta), oltre ad essere l'unico cinema presente nel territorio comunale, propone un cartellone di eventi teatrali e musicali curati dall'amministrazione comunale.
- Villa La Costaglia
- Castello di Tizzana
- Fattoria di Santonuovo

### Aree protette o di interesse naturalistico
- ANPIL La Querciola e Museo della civiltà contadina di Casa di Zela.[9]
- ANPIL Bosco di Villa La Magia
- Colline del Montalbano

## Società

### Evoluzione demografica
Abitanti censiti

### Etnie e minoranze straniere
Al 1º gennaio 2023 gli stranieri residenti erano 2 995, pari al 12,83% della popolazione residente.

## Cultura

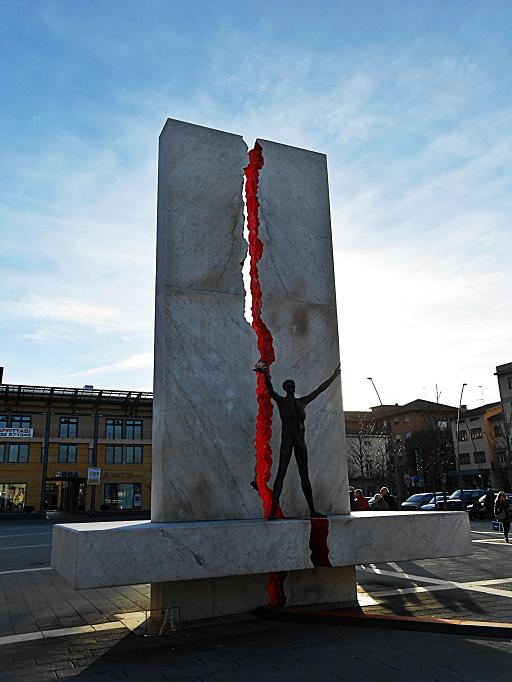
Monumento ai Caduti di tutte le Guerre, Piazza Risorgimento

### Eventi
- Ogni anno a settembre ha luogo, in coincidenza con la festa del patrono comunale, il Settembre Quarratino, manifestazione che include varie iniziative.
- Dal 1994, il secondo sabato di settembre viene organizzata dalla Rete Radié Resh di Quarrata la Marcia per la Giustizia.[12]
- Ogni tre anni, durante il Venerdì Santo, si svolge per la città una solenne processione in costume, che rievoca la passione di Gesù e che viene popolarmente chiamata "Processione di Gesù Morto".
- Ogni anno, nel periodo estivo, si svolge il Palio dei Rioni di Quarrata, evento sportivo che coinvolge tutte le frazioni del Comune.
- Ogni anno, verso la fine di giugno, si svolge il Quarrata Folk Festival, una rassegna musicale di due giorni nella Villa La Magia.
- Dal 1986 ogni anno si svolge il Carneval Rio de Valenzatico con carri in cartapesta e mascherate che sfilano per due domeniche nella frazione di Valenzatico e una nel capoluogo comunale.

## Geografia antropica

### Frazioni e località
Caserana
Frazione del Comune di Quarrata situata tra gli argini del fiume Ombrone da una parte e del Quadrelli dall'altra, nota per la sua area umida ricca di vegetazione detta: "la Querciola".

#### Buriano
Situata alle pendici del Montalbano a circa 500 metri di altezza.

#### Barba
Frazione del comune di Quarrata, si trova al confine con il comune di Pistoia e la Frazione Olmi.

#### Casini
Casini è una frazione con oltre 1 200 abitanti. È prevalentemente un agglomerato di case terratetto lungo la ex Strada Statale 66, a circa 1,5 km. dall'incrocio di Olmi fino a 200 metri oltre il ponte sul Torrente Stella.
Nel centro del paese si immettono nella ex S.S.66 la Via Nuova, direttrice per Caserana, Prato, e la Via Larga, direttrice per il capoluogo Quarrata.
Casini è centro artigianale con aziende che producono principalmente mobili imbottiti (salotti) destinati soprattutto al mercato estero. Altra attività è la produzione di biancheria intima e per la casa. In progressivo incremento l'attività del vivaismo (piante ornamentali)
La frazione ha una squadra dilettantistica, la Vellutex, che ha portato nel mondo del professionismo campioni come Casagrande e Popovich. Casini è patria di noti drivers del mondo dell'ippica come Vivaldo e Giancarlo Baldi. La locale squadra di calcio, G.S. Casini gioca nell'omonimo campo sportivo che dispone di gradinate e illuminazione notturna.
Nella zona di San Biagio, si trova il complesso monumentale con i ruderi dell'antica chiesa di San Biagio (X sec.?).

#### Catena
Frazione del comune di Quarrata, si trova al confine con il comune di Carmignano. Qui è presente il Motoclub Catena.

#### Ferruccia
Frazione del comune di Quarrata, si trova al confine con il comune di Agliana. Il torrente Ombrone divide la parte aglianese da quella quarratina. In quest'ultima sono situati: cimitero, chiesa, campo parrocchiale, asilo con accanto un circolo ricreativo.

#### Forrottoli
Forrottoli è una frazione a qualche km da Montemagno. Nel piccolo abitato si trova un circolo e una fonte.

#### Lucciano
Piccola frazione sul Montalbano dove sorgeva una fortezza distrutta alla fine del medioevo. Nel luogo in cui essa sorgeva vi è stata costruita la chiesa di Santo Stefano, affrescata da pittori pistoiesi e con quadri di artisti fiorentini e pistoiesi.

#### Montemagno
Chiesa di San Giovanni evangelista a Montemagno (Quarrata).
Luoghi d'interesse: Fontana di Bacarello

#### Montorio
Piccola frazione collinare di circa 0,02 km², situato su un'altura a circa 200 m di altezza.

#### Olmi
Olmi è una frazione appartenente al comune di Quarrata in provincia di Pistoia, a circa 7,8 km da Pistoia e 2 km dal centro di Quarrata. Posto sulla Statale che collega Pistoia a Firenze, raccoglie molti negozi e supermercati, con grandi magazzini e mobilifici. Inoltre è posto a metà del Viale Montalbano, che dalla piazza centrale di Quarrata arriva fino al vicino comune di Agliana.

#### Santonuovo
Santonuovo è una frazione a circa 4 km dal centro di Quarrata, vi si trova una scuola primaria, ed è al confine con il comune di Serravalle Pistoiese. Ci sono diversi esercizi commerciali. L'ufficio postale fu definitivamente chiuso nel settembre 2014.

#### Tizzana
Un tempo sede del capoluogo del comune, dal 1959 è divenuta frazione, storicamente contesa tra pistoiesi e fiorentini, vi abitano circa 850 abitanti.

#### Valenzatico
Vi si trova la chiesa di Santi Maria e Clemente a Valenzatico.

#### Vignole
È una frazione situata tra Olmi e Ferruccia, nei pressi del confine con il comune di Agliana. Ha una scuola di primo grado (scuola elementare), una di secondo grado (scuola media) e una materna. Inoltre ospita la Chiesa di San Michele Arcangelo a Vignole (complesso formato da chiesa vecchia e nuova), oltre a un cimitero e la sede principale della BCC Alta Toscana (fondata come BCC Vignole nel 1904).

## Economia

### Artigianato
Per quanto riguarda l'artigianato, è diffusa e rinomata l'antica arte del mobile grazie alla quale vengono realizzati oggetti spazianti dallo stile rinascimentale fino a quello moderno, caratterizzati da una tipica imbottitura. Il distretto del mobile quarratino era ed è tutt'oggi specializzato nei divani scorniciati e nei divani imbottiti.

## Amministrazione
Di seguito è presentata una tabella relativa ai sindaci e commissari che si sono succedute in questo comune dal dopoguerra ad oggi.
| Periodo           | Periodo         | Primo cittadino     | Partito                                                               | Carica      | Note   |
| ----------------- | --------------- | ------------------- | --------------------------------------------------------------------- | ----------- | ------ |
| 9 settembre 1944  | 27 aprile 1945  | Silvano Gori        |                                                                       | Sindaco     | [ 14 ] |
| 27 aprile 1945    | 12 luglio 1945  | Vittorio Amadori    |                                                                       | Comm. pref. | [ 14 ] |
| 12 luglio 1945    | 2 luglio 1951   | Atos Bucciantini    |                                                                       | Sindaco     | [ 14 ] |
| 2 luglio 1951     | 2 luglio 1975   | Vittorio Amadori    |                                                                       | Sindaco     | [ 14 ] |
| 28 luglio 1975    | 9 agosto 1980   | Luciano Caramelli   |                                                                       | Sindaco     | [ 14 ] |
| 9 agosto 1980     | 26 maggio 1987  | Rosita Testai       |                                                                       | Sindaco     | [ 14 ] |
| 26 maggio 1987    | 31 ottobre 1988 | Carlo Cappelli      |                                                                       | Sindaco     | [ 14 ] |
| 31 ottobre 1988   | 24 marzo 1989   | Stefano Marini      | Partito Comunista Italiano                                            | Sindaco     | [ 15 ] |
| 24 marzo 1989     | 27 maggio 1989  | Roberto Bonfissuto  |                                                                       | Comm. pref. | [ 15 ] |
| 22 settembre 1989 | 13 giugno 1994  | Stefano Marini      | Partito Democratico della Sinistra, Partito Comunista Italiano        | Sindaco     | [ 15 ] |
| 27 giugno 1994    | 25 maggio 1998  | Stefano Marini      | Partito Democratico della Sinistra                                    | Sindaco     | [ 15 ] |
| 25 maggio 1998    | 28 maggio 2002  | Stefano Marini      | Democratici di Sinistra                                               | Sindaco     | [ 15 ] |
| 28 maggio 2002    | 12 giugno 2007  | Sabrina Sergio Gori | centro-sinistra                                                       | Sindaco     | [ 15 ] |
| 12 giugno 2007    | 8 maggio 2012   | Sabrina Sergio Gori | centro-sinistra                                                       | Sindaco     | [ 15 ] |
| 8 maggio 2012     | 12 giugno 2017  | Marco Mazzanti      | PD, IdV, SEL, PRC, PdCI, lista civica Per Quarrata                    | Sindaco     | [ 15 ] |
| 12 giugno 2017    | 13 giugno 2022  | Marco Mazzanti      | PD, lista civica Noi per Quarrata, lista civica Sinistra per Quarrata | Sindaco     | [ 16 ] |
| 13 giugno 2022    | in carica       | Gabriele Romiti     | PD, lista civica, IV                                                  | Sindaco     |        |

### Gemellaggi
- Vaslui[senza fonte]
- Aguenit[senza fonte]

## Sport
Sono presenti all'interno del comune di Quarrata molte associazioni sportive. Le discipline con più iscritti sono sicuramente il calcio, la pallavolo, il basket.
- Calcio: A.C. Quarrata Olimpia A.S.D., militante nel girone A toscano di Promozione, A.S.D Olmi, G.S.Casini
- Pallavolo: Blu Volley
- Basket: Dany Basket Quarrata
- Golf: Golf Club Quarrata
- Calcio a 5: ASD Quarrata Piastre 1999[17]
- Tennis: Selva Bassa Sporting Club, T.C.Q "Tennis Club Quarrata"
- Atletica: Club Degli Atleti Quarrata
- Judo: Judo Kodokan Quarrata